# Aliagha Shikhlinski
 (décembre 2018).
Le contenu est difficilement compréhensible vu les erreurs de traduction, qui sont peut-être dues à l'utilisation d'un logiciel de traduction automatique.
Ali Agha Ismayil Agha oglu Shikhlinski  (né le 3 mars 1863 à Gazakhly (actuellement Achagi Salahli), région de Qazax, Empire russe, et mort le 18 août 1943, à Bakou, république d'Azerbaïdjan, URSS) était un lieutenant, général, sous-ministre militaire de la république démocratique d'Azerbaïdjan et officier militaire soviétique. Les Russes lui ont donné le pseudonyme Le Dieu de l'Artillerie en raison de son service inégalé et de ses victoires dans le développement théorique et pratique de l'artillerie,. Il a publié un dictionnaire militaire russo-turc à Bakou en 1926 utilisant l'alphabet russe, arabe et latin. Ainsi, pour la première fois, il fut le fondateur du vocabulaire militaire en Azerbaïdjan. Il a épousé Nigar Shikhlinskaya.

## Biographie

### Premières années
Aliagha Shikhlinski est né le 23 avril 1865 dans le village Gazakhly (actuellement Achagi Salahli) de la région Qazax du gouvernement d'Elisavetpol. Il a écrit que son père - Ismayil Agha Ali Gazakh oglu Shikhlinski appartenait  à une génération vaillante descendant de 1537. Shikhlinski écrit avec fierté au Livre d’un officier où il avait commencé à prendre des notes depuis 1904, que sa mère, Mme Shahyaman était la belle-fille de Molla Vali Vidadi. Aliagha Shikhlinski avait aussi deux frères. Il est entré dans la 1e classe du gymnase militaire de Tbilissi en août 1876 et est diplômé du gymnase, qui était déjà devenu un gymnase de cadet en 1883 en tant que premier élève.

### Début de sa carrière militaire

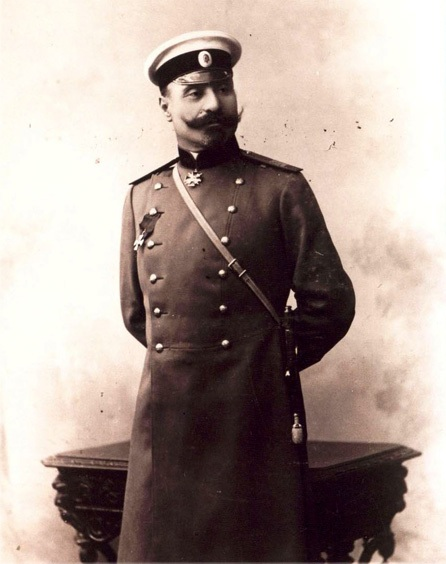
Capitaine Shikhlinski

En 1883, Aliagha Shikhlinski a continué ses études à l'école d'artillerie de Mikhaïlovsk à Saint-Pétersbourg. Là-bas, il était non seulement un étudiant capable, mais aussi un excellent cavalier et gymnaste. Les succès de Yunker (élève d'une école militaire en Russie tsariste) ne furent pas négligés et, sept mois après le commencement des enseignements, il devint sous-officier, et le 13 octobre 1885, il fut mérité au grade de portoupey-junker (le rang au-dessus de l'adjudant). Ses professeurs étaient Nil Lvovic Kirpichyov, Nikolai Vladimirovich Maiyevski et Aksel Gadolin, qui étaient des artilleurs célèbres. Aliagha Shikhlinski possédait toutes leurs qualités. Il participait aussi à des conférences et écoutait des cours d'autres écoles militaires.
Le 11 août 1886, Aliagha Shikhlinski obtient un diplôme de sous-lieutenant du 1er degré. Au cours de la 1er année de son service, il acquiert sa première expérience pédagogique : il devient enseignant de l'équipe pédagogique de la brigade d'artillerie, puis chef de l'équipe de brigade. Il montre brillant expert en artillerie, bon organisateur, enseignant compétent et pédagogue. En 1900, le capitaine Shikhlinski est muté en Sibérie orientale. Il est nommé au poste de chef des batteries de la division d'artillerie de Zabaykalye au sein du détachement et, en tant que président du comité d'artillerie, il sert à plusieurs reprises le commandant de batteries et des divisions.

### Guerre russo-japonaise

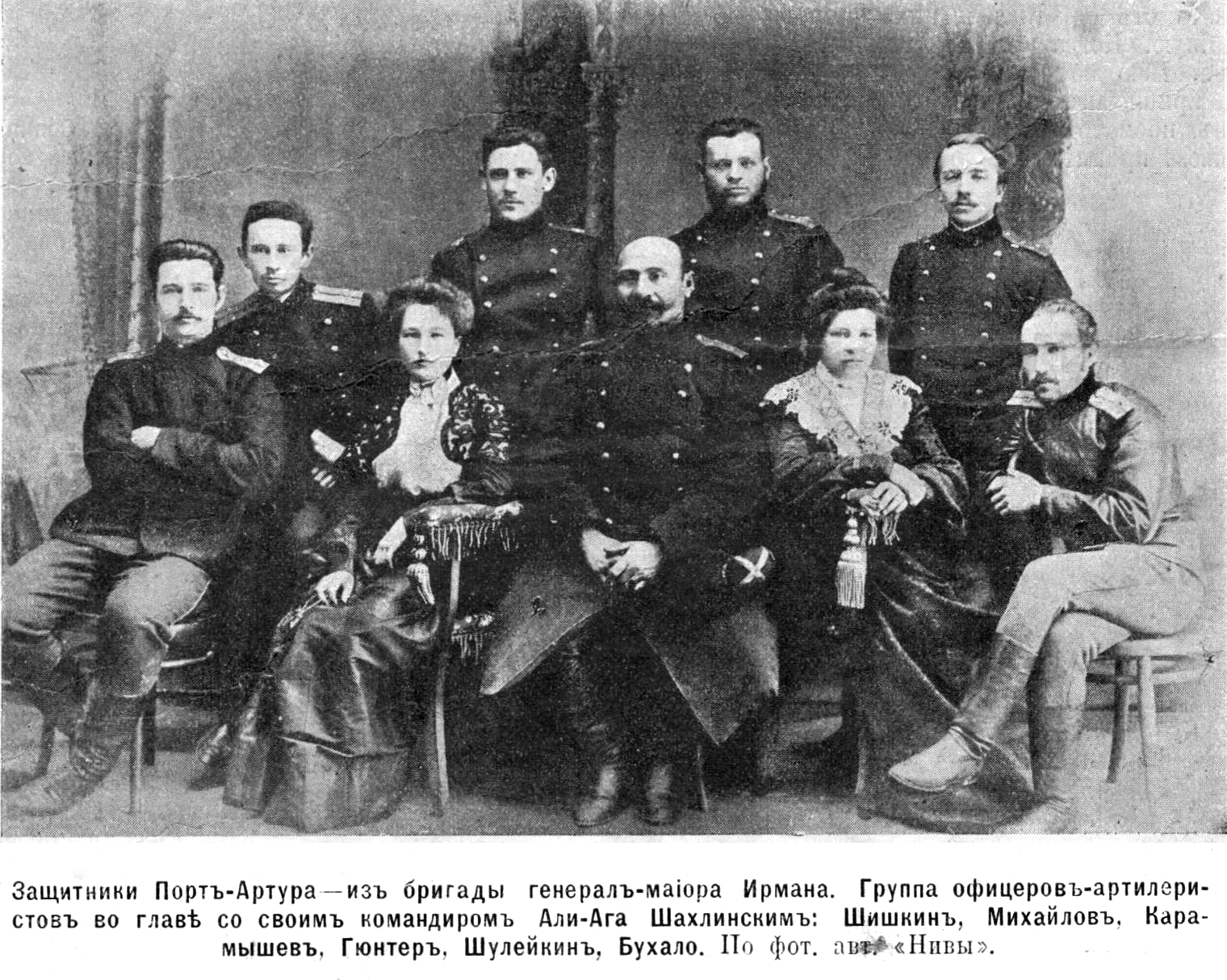
Aliagha Shikhlinski avec les officiers d'artillerie.

Au début de mai 1904, la batterie commence une démarche contre les japonais. Dans la guerre russo-japonaise Shikhlinski est devenu célèbre en tant que défenseur de Port Arthur. Shikhlinski qui était toujours au centre de la défense de la forteresse, les sphères les plus importantes, fut activement participé dans la prévention des attaques japonaises portant un coup décisif à l’ennemi avec le tir de demi-batterie. Le célèbre historien militaire, le général de brigade I. Krupçenko écrira plus tard:

« Les artilleurs russes ont joué un rôle majeur dans le renversement des attaques japonaises. Ils déplaceaient courageusement les canons en avant, assenaient un coup horrible aux japonais avec des viseurs précises directement à cartouche à mitraille »

Shikhlinski était parmi eux. Il organisait des batailles aux positions ouvertes et fermes, plaçait sans hésitation des canons en avant pour tirer directement l'ennemi en vue. Grâce à son héroïsme, on lui a présenté l'Ordre impérial et militaire de Saint-Georges. Plus tard, Shikhlinski écrivait:

« Je suis toujours fier de faire partie de l'épopée de Port Arthur. »

De l’article publié à la rubrique « différentes nouvelles» du journal « Tarjuman » du 1er avril 1905:

« Le capitaine de la quatrième brigade d'artillerie d'infanterie de Sibérie orientale, Aliagha Shikhlinski, a reçu la médaille «Pour le courage» et l'épée d'or en l'honneur de la défaite des Japonais à Port Arthur du 7 au 9 novembre. »

Extrait du texte à la Collection «Chronique de la guerre contre les Japonais» à la page 1577 (No: 81 de l'édition de 1905) :

« Sous la recommandation de la division de cavalerie de l’Ordre de «Saint Georges», le grand empereur, faisant preuve d’une grande miséricorde par son ordre du 03 / IX-1905, a décoré Aliagha Shikhlinski, le lieutenant-colonel de quatrième brigade d'artillerie d'infanterie de la Sibérie d’Orient qui s’était distingué par son courage pendant la protection de Port Arthur, défendant la fortification No: 3 et des autres équipements d'artillerie de cette fortification durant la période du 13 au 17 octobre 1904 avec un quatrième degré d’Ordre de Georgi. Le lieutenant-colonel Aliagha Shikhlinski a fait preuve des prouesses dans cette bataille, a souvent pris la ligne de tir personnellement à cause de la mort des mitrailleurs de la sous-batterie dirigée par lui avait forcé l'artillerie d’ennemie à faire taire et les piétons japonais qui se sont approchés de ces fortifications étaient obligés se retirer... »

P.Larenko, auteur du livre monumental de deux volumes Les jours tourmentés de Port-Arthur (1906) et participant de ces batailles, écrivait que le commandant de la batterie, le capitaine Aliagha Shikhlinski avait été gravement blessé dans la montagne Laperov. Il a participé à des batailles Kinjo, à la bataille de Zelyonn et Volcja comme un véritable héros. Au début du mois d'août, il était à «Visokaya Gora» avec sa batterie et à partir du 10 août, il était toujours à Laperov. De là, il a organisé des batailles contre l’artillerie du désert repoussant des colonnes offensives de l’ennemi et tirant sur les fortifications.
Après la capitulation de la forteresse de Port-Arthur, les japonais ont renvoyé le lieutenant-colonel Aliagha Shikhlinski dans son pays natal comme un militaire grièvement blessé. Il a demandé d'être envoyé à l'armée de Mandchourie, car ses blessures ont été rapidement guéries comme prévu. Mais ils ne l'ont pas laissé partir. Aliagha Shikhlinski, qui est retourné en Russie après la guerre et voulait revenir au front, a clairement décrit dans ses Mémoires.
Le certificat délivré par la commission médicale le 5 avril 1905 est toujours conservé dans les archives du général. Son texte est le suivant:

« Cette Référence est donnée à Shikhlinski, le capitaine de la réserve de la quatrième brigade d'artillerie d’infanterie de Sibérie orientale pour certifier que la commission médicale japonaise ne l'avait pas jugé valable pour le service militaire. Il est libéré en Russie »

Pour les services de combat exemplaires à Port-Arthur il a été décoré de l'épée avec les mots « Pour Courage » et une épée dorée, insigne d'épée d'or avec l’Ordre de Sainte-Anne, une épée et l’Ordre de Saint-Vladimir de ruban, un pistolet d'or avec l’écriture « pour la bravoure » et le célèbre Ordre impérial et militaire de Saint-Georges de quatrième classe.

### Service a l’école des officiers d'artillerie

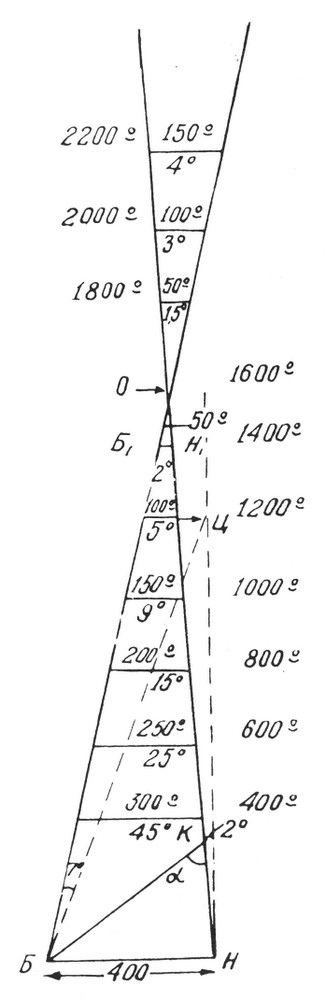
Schéma du «triangle de Shikhlinski»

Durant la période du 1er février au mois d’août de 1906, Shikhlinski a accompli le cours à l'École des officiers d'artillerie à la ville de Tsarskoye-Selo. Comme il était un bon promu, il a été choisi en qualité d’enseignant dans cette école. Dans la même année, Aliagha Shikhlinski a découvert la théorie scientifique et militaire appelé “triangle Shikhlinski”, visant une cible invisible. C'est vrai que cela n'a été réalisé dans l'Armée rouge qu'en 1924 et s'est complètement justifié. Une innovation importante incluse dans l'expérience de feu d’artillerie était une méthode rationnelle de ciblage du «triangle de Shikhlinski»,. Cette méthode ajuste d'abord les batteries dans telle manière que les cibles, évitant le point de repère et visibles à tout moment puissent être facilement sous le coup de feu d'artillerie selon la hausse initiale, à l'aide de certains ajustements. Cela permettrait à la batterie de cibler en temps opportun. Il est devenu le commandant de la batterie de la 29e brigade d'artillerie à Riga en 1907.
Le 25 novembre 1908 à Tsarskoye-Selo fut célébré le jour de l’Ordre de Saint Pobedonosev. Le lieutenant-colonel Shikhlinski reçut le grade de colonel pour d'excellents services. Il avait rempli ses obligations militaires de dix ans en trois ans. On parlait de cet événement comme une histoire rare dans les cercles supérieurs et à l'armée. Cela était une incroyable décoration de la période de paix.
À l'école des officiers d'artillerie, Shikhlinski s'est avéré être comme un officier innovateur qui a mis en avant des idées progressives dans la pratique. En raison de son service distinctif, il reçut le grade de colonel prématurément. Il a été membre de la commission pour le développement des pratiques d'application des aéroplanes en 1912 et un an plus tard, il a été le sous-directeur de l'école. Bientôt, le magazine Nouvelles de l’École pour les Officiers d’Artillerie a commencé à publier. Le général lui-même écrivait des articles pour ce magazine aussi.
Le 27 octobre 1909, il épouse Nigar Shikhlinskaya.
À l'été 1913, le général Joffre arrive en Russie avec dix-sept officiers de l'armée française. Ils s'intéressent au programme de l'école des officiers d'artillerie pendant quelques jours. Les français demandent de montrer le feu de la batterie du canon court sous la direction d'un commandant. Organisation des méthodes de tir d'artillerie était confiée à Aliagha Shikhlinski, comme le commandant. La technique de tir exacte organisée par le général Shikhlinski et les coups tirés à bout touchant fascinent les français. Ils décident d’appliquer des techniques de tir à courte portée (qui n'étaient pas utilisées en France avant les feux de courte durée). Le président de la France Raymond Poincaré, visitant la Russie un an plus tard a présenté des récompenses en réponse au respect prêté au général Joffrey et à son équipe. Parmi ces récompenses, il n'y avait que deux ordres de légion honoraire appartenant aux généraux. L'un d'entre eux est présenté au général de cavalerie Bezorazov et le second à Aliagha Shikhlinski.
En 1913, sur la proposition de Shikhlinski, l'école a commencé aux expériences d'intelligence du feu, observation et du cible de l’aérostat groupé, ainsi qu'au développement des dispositions de base du coup de feu aux ballons d'observation et aux avions. Aliagha Shikhlinski travaillait depuis longtemps sur cette question. En 1911, au cours de discussion des règles du tir sur les cibles aériennes à l'école, le scientifique proposa d'effectuer le calcul sur les avions volant 180 verstes par heure. À ce moment-là, Shikhlinski comprenait la perspective de l'aviation et de la défense aérienne.
Aliagha Shikhlinski avait fait des cours aux unités de troupe à l'école et aux diverses réunions scientifiques de Pétersbourg sur les questions militaires. Ces conférences avaient été publiées par l’ordre de commandement général du personnel sous forme du livre. À cette époque une série de livres de Shikhlinski avaient été publiés, parmi eux nous pouvons citer les suivants: Instructions pour l'organisation des manœuvres d'artillerie de la division, Collection des problèmes et exemples pour l’artillerie de montagne et artillerie du désert (ce livre a été publié trois fois de 1913 à 1916), Canons du désert au front et Résumé des conférences font à l'école par le lieutenant-colonel Shikhlinski pour des officiers d'artillerie,. En particulier, ce dernier livre avait gagné une énorme popularité parmi les artilleurs. On peut constater que ce livre, publié a l’imprimerie de l'école des officiers d'artillerie apporte des revenus considérables pour l’école. De ce revenu, Aliagha Shikhlinski a reçu des honoraires d’auteur au total de 500 manat.

### Première guerre mondiale

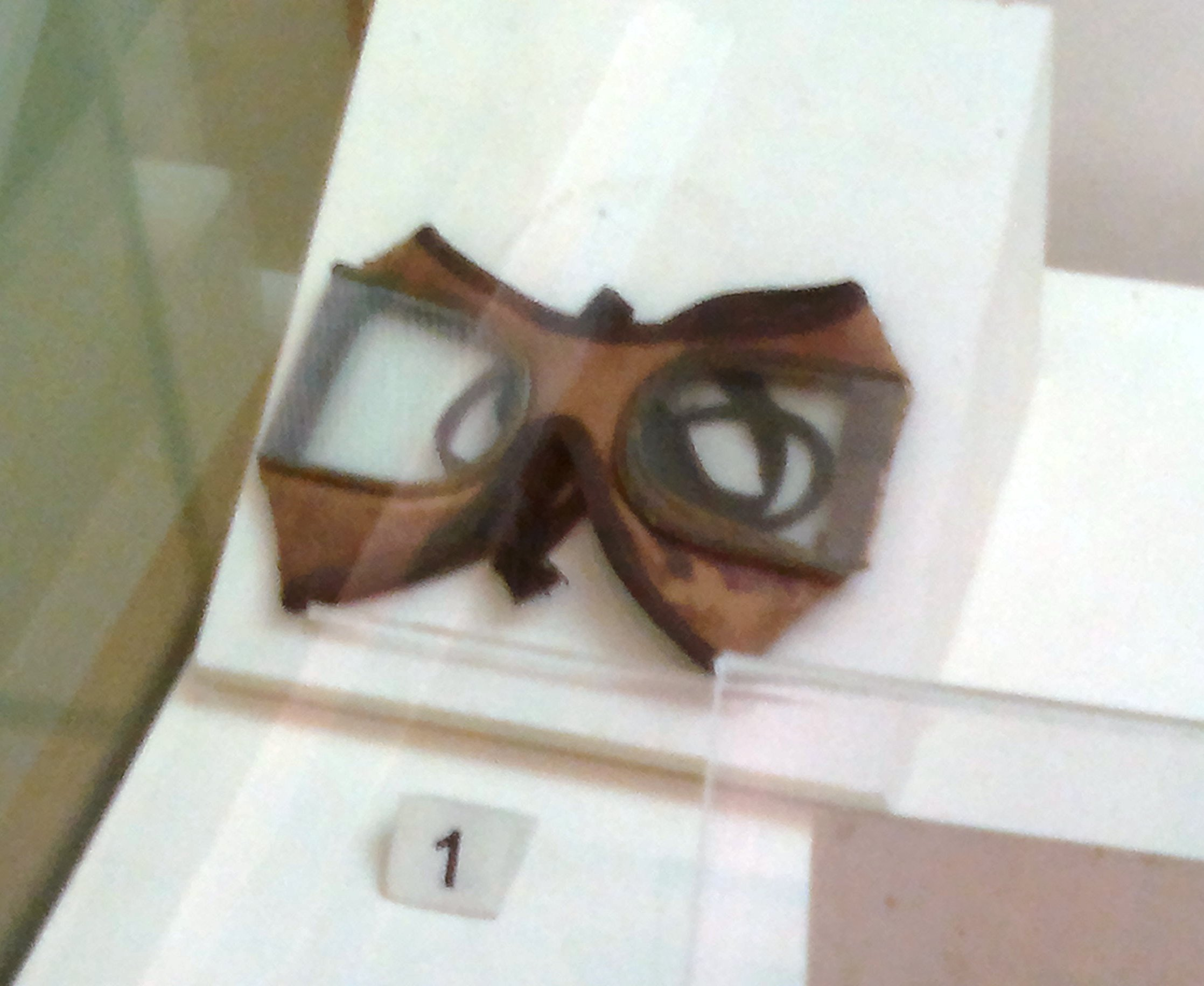
Les lunettes de protection d'Aliagha Shikhlinski pendant la Première Guerre mondiale

Au début de la Première Guerre mondiale, Shikhlinski a été nommé chef de l'artillerie de Pétrograd contre la possibilité d’opération de débarquement des navires allemands. La défense de la capitale russe, Petrograd avait été assignée à lui personnellement. Il a traversé toute la ligne de défense afin de définir l'emplacement des installations de batteries et la mise en place des positions de tir. Il avait accordé une grande attention à la protection contre les avions. Sur son initiative, on a organisé une défense contre les avions à l’aide des installations de canon rapides de 3 pouces datant des années 1900 autour de Petrograd, sur la base du système du général Rosenberg sur des plates-formes spéciales. Bientôt, Shikhlinski a été transféré au poste d'inspecteur d'artillerie du front nord-ouest. Là, le general a personnellement dirigé des équipes d'artillerie pour effectuer des tâches militaires, et un grand nombre de préparations d'artillerie ont été effectuées par lui. Pendant cette période il coordonnait ses pensées théoriques avec la pratique du combat, enrichissant la science militaire avec de nouvelles contributions Bientôt, il a élaboré des instructions envisagées spécialement pour le feu de barrière,.
Aliagha Shikhlinski dirigea le processus de démolition des positions allemandes près de Krevo en 1916 et la préparation de l’opération de juillet 1917 dans le 2e front d’armée du Front Ouest. Aliagha Shikhlinski était toujours au front de montée. Il inspectait les lieux des unités d'artillerie, donnait des instructions pour mieux positionner des canons, surveillait et gérait leurs opérations de combat.
Le 2 avril 1917, Aliagha Shikhlinski devient lieutenant général. Après le renversement du gouvernement tsariste et l'arrivée au pouvoir du gouvernement provisoire, Shikhlinski continua à servir dans l'armée. Il a dû travailler en étroite collaboration avec M.V. Mikhaylov, le premier chef de la milice Minsk. Il avait une attitude sincère envers Mikhaïlov. Il est à noter que Shikhlinski écrivait à propos de ses rencontres avec de célèbres personnalités politiques et militantes dans ses mémoires et leur donnait parfois un caractère très bref mais précis.

### Service enAzerbaïdjan
Retournant dans le Caucase le 15 novembre 1917, Shikhlinski créa pour la première fois un corps national d'Azerbaïdjanais à Tbilissi. Ainsi, il a jeté les bases de l'Armée nationale de la république démocratique d'Azerbaïdjan. Les Mémoires de Shikhlinski donnent des informations plus précises sur cette question:

« Quand je suis retourné à Tbilissi, j'ai lu par hasard un décret selon lequel j’étais temporairement confié d’effectuer les fonctions du commandant du corps. Après avoir décidé de créer un corps avec l'intention de protéger mon peuple contre les pressions externes et les troubles internes j’ai procédé à construire mon propre quartier général à Tbilissi…
Le trente et un décembre, je suis arrivé à Gandja avec le personnel de mon premier état-major général pour s'occuper de l’organisation des unités militaires . Nous avons rencontré de grands obstacles dans l'organisation des unités du corps. »

— Aliagha Shikhlinski
En octobre 1918, le général Aliagha Shikhlinski s'adressa aux soldats de l'armée nationale azerbaïdjanaise nouvellement établie à Gandja et déclara:

« Les Azerbaïdjanais doivent savoir que l'armée indigène n'est jamais un endroit paresseux et son existence ne sert pas l’amélioration du bien-être matériel de tout Azerbaïdjanais. L'armée est un refuge populaire - les fils dignes du peuple doivent venir ici. »

— Aliagha Shikhlinski
Cette brève intervention patriotique du Général Aliagha Shikhlinski a été réalisée à l'occasion de la première promotion de l’école des enseignes à Gandja. Il est à noter que Nouri Pacha, le chef de l'armée du Caucase, son père - Haji Ahmad, ministre de l'éducation national Nasib bey Usubbeyov, le conseiller du ministère de l’intérieur Mehdi bey Hajinski, le ministre de la protection sociale Musa Bey Refiyev, le gouverneur de Gandja général Ibrahim Agha Vekilov et d'autres personnalités publiques participaient à la celebration.
L’auteur nommé Elchi écrivait dans son article en russe publié au journal “Azerbaïdjan” (le 7 et 8 novembre 1918) que le lendemain, les invités de Bakou et presque tous les citadins se sont réunis à la place. Dans la place, il y avait des tranches préfabriquées, des ravins et divers obstacles. Tout le monde était venu assister à cette fête nationale, la première promotion des officiers turco-azerbaïdjanais. Il y avait une ambiance de fête. Aliagha Shikhlinski s’est approché des yunkers (élève d'une école militaire en Russie tsariste) et les a accueillis. À la réponse de “Bonjour” du Général Aliagha Pacha huit cents jeunes ont répondu en même temps. Ensuite, la formation sur le programme a commencé.
Le 25 décembre 1918, Samad bey Mehmandarov}, général d’artillerie, a été nommé le ministre de défense, et, ce jour-là, a fait appel au public avec une déclaration impressionnante. Le 29 décembre, le lieutenant-général Aliagha Shikhlinski a été nommé le vice-ministre de la Défense. Le 28 juillet 1919, Aliagha Shikhlinski reçut le grade du général d'artillerie par ordre n ° 339 de la république démocratique d'Azerbaïdjan. Mouvement international du Croissant-Rouge a été créée pour la 1e fois en Azerbaïdjan le 9 mars 1920 par son propre initiative.
Le 27 avril 1920, alors que l'armée russe occupait l'Azerbaïdjan, Samad bey Mehmandarov était malade et Aliagha Shikhlinski était le ministre. Prenant en compte la possibilité d'une collision, Shikhlinski n'a pas permis aux ponts minés d'exploser.

### Service aux soviets

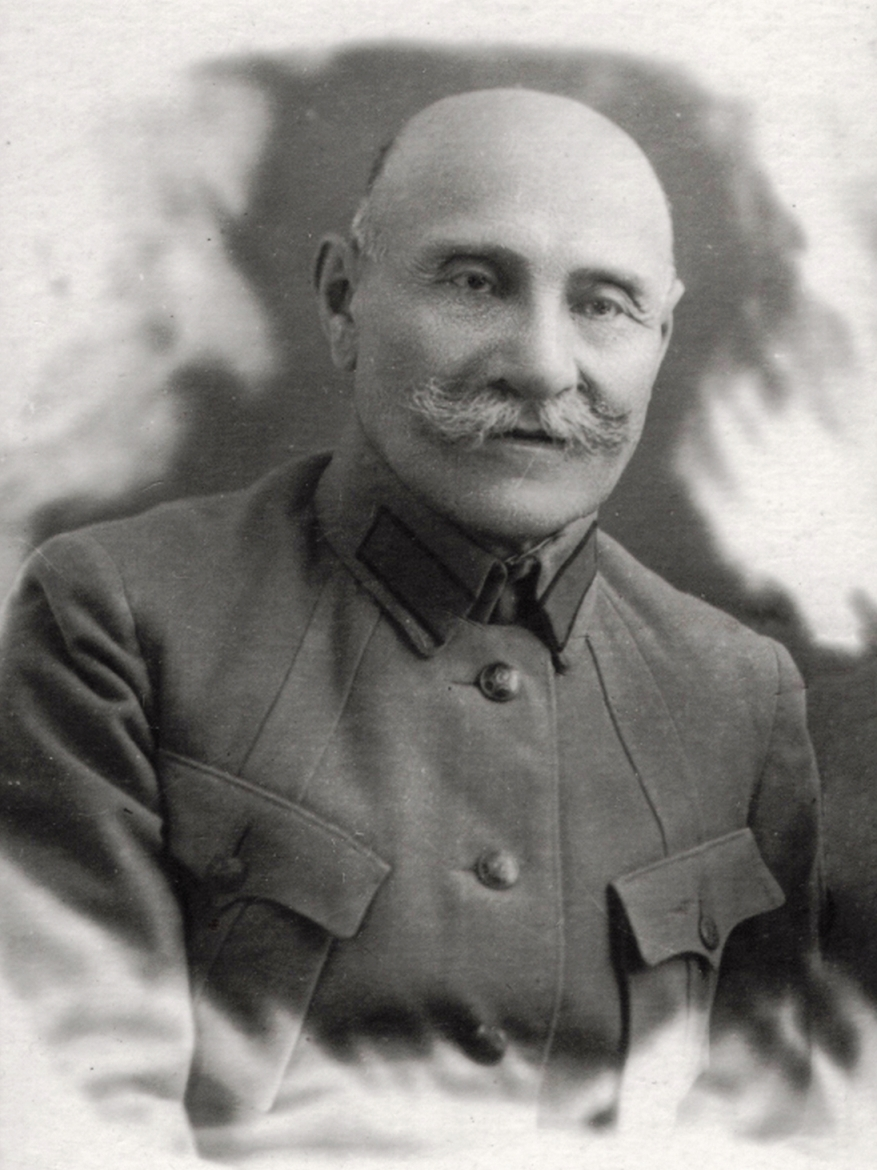
Aliagha Shikhlinski. 17 février 1929

Dans la matinée du coup d'État du 28 avril 1920, Samad Bey Mehmandarov a été arrêté. Ils ont été sauvés de la répression par Nariman Narimanov, le 1er président du Conseil des Commissaires du Peuple de la RSS d'Azerbaïdjan. Narimanov a décidé d'envoyer le général Shikhlinski et le général Samed Bey Mehmandarov à Moscou, chez Vladimir Lénine, pour les utiliser comme un précieux spécialiste militaire dans l'unité militaire centrale.
Aliagha Shikhlinski travaillait comme professeur à l'école d'artillerie et au sein de la commission de charte de l'artillerie. En 1921, il retourna à Bakou et occupa le poste de vice-président de la société militaire et scientifique de la garnison de Bakou. En août 1921, il enseigna à l'École d'artillerie de Moscou et enseigna à l'Académie d'artillerie de Petrograd. En 1922, il a enseigné à l'Académie militaire d'Azerbaïdjan et a été vice-président de la société militaire et scientifique. En 1923, Aliagha Shikhlinski a publié une série d'articles intitulés Les canons à la guerre future au journal Communiste (9, 10 et 11 avril).
En 1924, il était chef adjoint de cadres militaires d'Azerbaïdjan et, en 1925, rédacteur en chef du Conseil de traduction militaire d'Azerbaïdjan. Il a pu publier le dictionnaire court russo-turc à Bakou en 1926 avec les alphabets russe, arabe et latin. Ainsi, il fonde du vocabulaire militaire en Azerbaïdjan. Pour son service exceptionnel, le général Aliagha Shikhlinski s'est vu décerner le décret honoraire par l’ordre du Conseil militaire révolutionnaire de l'URSS du 23 février 1928. En 1927, il a publié son travail scientifique "Instructions de l’artilleur de l'Armée rouge. En 1928, il publia une série d'articles sur la science militaire dans les cinquième et sixième éditions du magazine Connaissance militaire.
Le général Aliagha Shikhlinski a soulevé la question de l'installation de l'artillerie de tabor dans l'Armée rouge en présence de Mikhail Frunze, qui a apprécié son activité en Azerbaïdjan hautement. Après 1929, la santé de Shikhlinski se détériora subitement, sa vision et son ouïe s'affaiblirent.

### Sa mort
Il a passé ses derniers jours dans l'appartement 14 de la rue Jafar Jabbarli à Bakou. Avant sa mort, Aliagha Shikhlinski était en train d’écrire ses mémoires, qu'il avait commencé en 1942. Le livre a été publié neuf mois après la mort du général - en mai 1944. La préface de ce livre appartenait à Yevgeni Barsukov, le grand scientifique, le major-général. Ce livre a été publié en azerbaïdjanais et en russe en 1984 avec une circulation massive (60 000) avec les annexes et les explications à Azerneshr.
Les funérailles d'Aliagha Shikhlinski, mort de la cardiosclérose à l'hôpital du nom de Musa Nagiyev le 18 août 1943, ont été organisées par le philosophe Heydar Huseynov lui-même,. Le scientifique, qui n'avait aucun lien de parenté avec le général, avait une grande sympathie pour Shikhlinski, sa capacité militaire, surtout dans le domaine de la science et de la publicité. Les funérailles étaient accompagnées d'un orchestre lugubre de la garnison militaire de Bakou. On a tiré feux d'artifice au cimetière. Aliagha Shikhlinski a été enterré comme un homme militaire exceptionnel. Heydar Huseynov lui-même, les généraux et les parents ont prononcé le dernier discours d'adieu.